# Emperor (ciruela)
Emperor® es una variedad cultivar de ciruelo (Prunus domestica), de las denominadas ciruelas europeas.
Una variedad que fue obtenida por la polinización abierta de la selección 'UC 11,15-27'= ['Burton' x 'Yakima')], en 1985 en California (EE. UU.)
Las frutas son de tamaño grande a muy grande con forma oblonga, color de piel  azul oscuro con una pruina gris cerosa cubierta casi en su totalidad por numerosas lenticelas pequeñas, tienen una pulpa de color ámbar, textura firme jugosa, y sabor dulce agradable con un buen aroma.

## Historia
'Emperor' variedad de ciruela, fue descubierta por los obtentores James F. Doyle y Theodore M. De Jong en 1985, como una de las 36 plántulas sembradas en el huerto en Parlier (California), obtenida de una polinización abierta de la selección 'UC 11,15-27'= [OP seedling of UC selection 15-16(='Burton' x 'Yakima')].
Fue registrada con la patente de los Estados Unidos USPP8188P a nombre de "The Regents of the University of California (Berkeley, CA) 19932" PP08188.

## Características
'Emperor' árbol medio y vigoroso, siendo su fuerte crecimiento erguido una característica notable de la variedad, extendido, bastante productivo. Flor blanca, que tiene un tiempo de floración que comienza a partir del 18 de abril con el 10% de floración, para el 21 de abril tiene una floración completa (80%), y para el 8 de mayo tiene un 90% de caída de pétalos. Es semi auto estéril necesita un polinizador adecuado.
'Emperor' tiene una talla de fruto de grande a muy grande, uniforme, de forma oblonga a ovalada; epidermis tiene una piel lisa de color azul oscuro con una pruina gris cerosa cubierta casi en su totalidad por numerosas lenticelas pequeñas, tiene una pulpa ámbar, textura firme jugosa, y sabor dulce agradable con un buen aroma, 12 a 14° ºBrix.
Hueso adherente, pequeño, elíptico, aplanado, surcos poco marcados, superficie rugosa.
Su tiempo de recogida de cosecha se inicia en su maduración de principios a mediados de agosto, ciruela de mitad de temporada de gran calidad y alta productividad.

## Usos
Una buena ciruela de postre fresco en mesa.

## Polinización
No muy autofértil; polinizado con éxito por 'French Prune'. Debe propagarse sobre portainjertos de ciruela, preferiblemente 'Marianna', no sobre melocotón.